# آنگولمویس: ثبت حمله مغول
آنگولمویس: ثبت حمله مغول (به ژاپنی: アンゴルモア 元寇合戦記 Angorumoa: Genkō Kassen-ki) یک مجموعه مانگا تاریخی ژاپنی نوشته و طراحی شده توسط ناناهیکو تاکاگی است. همچنین یک مجموعه تلویزیونی انیمه ۱۲ قسمتی نیز بر پایه نسخه این کتاب مانگا توسط استودیوی ناز و به کارگردانی تاکایوکی کوری‌یاما دستمایه اقتباس قرار گرفت و از ۱۱ ژوئیه تا ۲۶ سپتامبر ۲۰۱۸ توسط توکیو متروپولیتن تلویژن و سان تلویژن در ژاپن پخش شده‌است.

## داستان
داستان این انیمه در مورد گروهی از زندانیانی است که به جزیره تسوشیما تبعید کیفری شده‌اند تا با شرکت در خط مقدم دفاع از حمله مغول به ژاپن در اولین حمله نبرد بون‌ای در سال ۱۲۷۴ به دفع حمله مغول کمک کنند. آنها نخست به گروه خاندان سو ملحق می‌شوند و سپس به خاندان Toi Barai می‌پیوندند و با مهاجمان متشکل از مغولان مغول و نیروهای گوریو، و همچنین مردم جورجی مبارزه می‌کنند.